# Jacques Mairesse
Jacques Mairesse (ur. 27 lutego 1905 w Paryżu, zm. 15 czerwca 1940 w Véron) – francuski piłkarz, reprezentant kraju. 

## Kariera klubowa
Mairesse urodził się w Paryżu, a swoją przygodę z futbolem rozpoczął w 1925 w zespole FC Sète. Jako piłkarz tej drużyny zdobył jedyny w swojej karierze Puchar Francji w sezonie 1929/30. Po siedmiu latach, opuścił FC Sète na rzecz stołecznego Red Star 93. W pierwszym sezonie w Red Star rozegrał 15 spotkań, zakończyło się to jednak spadkiem zespołu z Première Division. W kolejnym sezonie Red Star wywalczyło awans do najwyższej klasy rozgrywkowej. 
Po sezonie 1934/35 Mairesse odszedł do AS Villeurbanne, dla którego zagrał w 9 spotkaniach w drugiej lidze. Od 1936 występował w RC Strasbourg. Największym osiągnięciem w tej drużynie było dotarcie do finału Pucharu Francji w sezonie 1936/37, w którym Strasbourg przegrał 1:2 z FC Sochaux. W związku z wybuchem II wojny światowej rozgrywki ligowe we Francji zostały przerwane, a Mairesse zakończył karierę piłkarską. Wkrótce po mobilizacji Francji (1939), Jacques Mairesse został wzięty do niewoli podczas inwazji wojsk niemieckich na Francję w czerwcu 1940, a następnie został rozstrzelany.
| Sezon   | Klub            | Kraj    | Liga              | Mecze | Gole |
| ------- | --------------- | ------- | ----------------- | ----- | ---- |
| 1926/27 | FC Sète         | Francja |                   |       |      |
| 1927/28 | FC Sète         | Francja |                   | 10    | 1    |
| 1928/29 | FC Sète         | Francja |                   |       |      |
| 1929/30 | FC Sète         | Francja |                   |       |      |
| 1930/31 | FC Sète         | Francja |                   |       |      |
| 1931/32 | FC Sète         | Francja |                   |       |      |
| 1932/33 | Red Star 93     | Francja | Première Division | 15    | 0    |
| 1933/34 | Red Star 93     | Francja | Division 2        |       |      |
| 1934/35 | Red Star 93     | Francja | Première Division |       |      |
| 1935/36 | AS Villeurbanne | Francja | Division 2        | 9     | 0    |
| 1936/37 | RC Strasbourg   | Francja | Première Division |       |      |
| 1937/38 | RC Strasbourg   | Francja | Première Division |       |      |
| 1938/39 | RC Strasbourg   | Francja | Première Division |       |      |

## Kariera reprezentacyjna
Mairesse został powołany na Igrzyska Olimpijskie 1928 w Amsterdamie, jednak nie zagrał w przegranym 3:4 spotkaniu z Włochami. 
Mairesse po raz w reprezentacji Francji zagrał 16 marca 1927 w meczu przeciwko Portugalii, przegranym 0:4. Następny mecz w reprezentacji zagrał 5 lat później przeciwko Jugosławii. W 1934 został powołany na Mistrzostwa Świata rozgrywane we Włoszech. Wystąpił w przegranym 2:3 spotkaniu z reprezentacją Austrii. Po tym meczu nie zagrał więcej w kadrze Francji, w której w latach 1927–1934 wystąpił łącznie w 6 spotkaniach.
| Mecze i gole w reprezentacji | Mecze i gole w reprezentacji | Mecze i gole w reprezentacji | Mecze i gole w reprezentacji | Mecze i gole w reprezentacji | Mecze i gole w reprezentacji | Mecze i gole w reprezentacji |
| #                            | Data                         | Miasto                       | Przeciwnik                   | Gol                          | Wynik                        | Rozgrywki                    |
| ---------------------------- | ---------------------------- | ---------------------------- | ---------------------------- | ---------------------------- | ---------------------------- | ---------------------------- |
| 1.                           | 16.03.1927                   | Lizbona                      | Portugalia                   |                              | 0:4                          | towarzyski                   |
| 2.                           | 05.06.1932                   | Belgrad                      | Jugosławia                   |                              | 1:2                          | towarzyski                   |
| 3.                           | 12.06.1932                   | Bukareszt                    | Rumunia                      |                              | 3:6                          | towarzyski                   |
| 4.                           | 12.02.1933                   | Paryż                        | Austria                      |                              | 0:4                          | towarzyski                   |
| 5.                           | 10.05.1934                   | Amsterdam                    | Holandia                     |                              | 5:4                          | towarzyski                   |
| 6.                           | 27.05.1934                   | Turyn                        | Austria                      |                              | 2:3                          | MŚ 1934                      |

## Sukcesy
FC Sète
- Puchar Francji (1): 1929/30

Red Star
- Mistrzostwo Ligue 2 (1): 1933/34

RC Strasbourg
- Finał Pucharu Francji (1): 1936/37